# Golpe de Gênio
Golpe de Gênio (no original Lightbulb, depois renomeado Ingenious) é um filme norte americano de 2009, baseado em uma história real e estrelado por Jeremy Renner (que no mesmo ano ficaria famoso por The Hurt Locker) e Dallas Roberts.
No enredo Matt (Dallas Roberts) é um inventor mal sucedido que juntamente com seu sócio e amigo de longa data Sam (Jeremy Renner) possuem uma decadente empresa de brindes. Ambos tentam lidar com os infortúnios e fracassos de suas invenções de maneira otimista, até que criam e lançam com grande dificuldade, uma novidade tão absurda e extravagante que virou fenômeno de consumo mundial.
Filmado na cidade de Tucson (Arizona); o projeto do filme foi encabeçado por Mike Cram, um profissional de marketing e pequeno inventor, que escreveu a história baseada em sua própria vida. Ele é o criador de vários inventos que aparecem no enredo (como relógio loteria da sorte).
As invenções de Cram financiaram o projeto; ele estudou livros de produção cinematográfica independente (dentre eles alguns de Gregory Goodell que tornou-se produtor executivo do filme), contatou o Jeff Balsemeyer para direção geral e Ronnie Yeskel como diretor de elenco que contratou Renner e Roberts como protagonistas.